# Priorado de Bromhall
O Priorado de Bromhall foi um convento de freiras beneditinas em Sunningdale, no condado inglês de Berkshire.
Foi estabelecido em 1200 e quando dissolvido em 1524. Uma inquisição foi realizada em 1522 nas terras do Priorado de Bromhall, onde a prioresa renunciou em setembro de 1521 e partiu com duas outras freiras em dezembro. A inquisição não deu nenhuma explicação para a partida da prioresa, mas em 1524 o papa Clemente VII emitiu uma bula suprimindo a casa, por conta dos deméritos das freiras. Foi descrito como um 'lugar profano' e a propriedade foi transferida pela Coroa para o St John's College, Cambridge.